# Dactylodenia
Dactylodenia là một chi thực vật có hoa trong họ Lan.